# Bergepanzer 3 Büffel
Bergepanzer 3 Büffel (BPz3) — это бронированная ремонтно-эвакуационная машина на базе танка Leopard 2. Разработана совместно Германией и Нидерландами.

## История
С появление танка Leopard 2, понадобилась срочная модернизация парка ремонтно-эвакуационных машин. В следствии того что новый танк весил больше, чем его предшественник Leopard 1, из-за этого Bergepanzer 2 уже не соответствовал требованиям армии.
За разработку взялась компания MaK (с 1992 года часть Rheinmetall Landsystemes). В качестве шасси был выбран новый танк Leopard 2, для большей унификации по ремонту машин.
В 1992—1997 годах для Бундесвера были изготовлены 75 БРЭМ, генеральным подрядчиком выступала фирма Krauss-Maffei Wegmann. Так же 25 машин получила армия Нидерландов. В голландской армии машины носят название Bergingstank 600 kN Buffel.
В 2012 году бронемашины бундесвера прошли модернизацию, для участия в боевых действия в Афганистане. Машина получила новую прицельную систему Carl Zeiss SPECTUS от компании Carl Zeiss Optronics. Система обеспечивает обзор в 360 градусов, благодаря системе камер внешнего обзора, так же установлен телевизор.

## Описание
БРЭМ используется во всех танковых частях где есть Leopard 2 или Panzerhaubitze 2000, а так же в армейской логистической службе технического обеспечения. Спектр применения включает в себя буксировку бронированных машин, оперативную помощь в ремонтных работах, расчистку препятствий. Как и его предшественник, Bergepanzer 3 Büffel может перевозить на корме запасной двигатель для танка Leopard 2. Для самообороны у экипажа из трёх человек, есть пулемёт MG 3 и система постановки дымовых завес.

## Характеристики
Для осуществления требуемых от машины работ, Büffel оснащён краном, с углом поворота в 270 градусов, располагаемый в правой передней части машины. Основная и дополнительная расположены в бронированной надстройке, которая по совместительству является отсеком для экипажа. Необходимую мощность Bergepenzer 3 получает от 12-ти цилиндрового дизельного двигателя, такой же установлен на танке Leopard 2.
Одной из ключевых особенностью машины, это то что машина может заменить сама себе двигатель с использованием запасного. Дополнительное оборудование включает в себя электросварочную установку и другие инструменты для проведения мелкого ремонта на месте.

## Операторы
- Германия: В период с 1992 по 1997 год получила в общем 75 машин.
- Греция: Вооружённые силы Греции имеют на вооружении 12 машин.
- Индонезия: По состоянию на 2023 год, на вооружении армии Индонезии находятся 4 машины
- Канада: По состоянию на 2023 год, армия Канады имеет на вооружении 12 машин.
- Нидерланды: Вооружённые силы Нидерландов закупили 25 БРЭМ одновременно с Германией. В 2019 году компания Rheinmetall модернизировала 4 нидерландских Büffel. В дальнейшем планируется модифицировать оставшиеся БРЭМ.
- Швеция: Для шведской армии было закуплено 14 машин с улучшенными характеристиками под наименованием Bgbv 120. Шведский вариант, в отличии от немецкого или голландского защиту, меньшую ИК-сигнатуру и новую систему управления, изменённое расположение системы Galyx.
- Швейцария: С 2004 года армия Швейцарии имеет в распоряжении 25 БРЭМ Büffel
- Сингапур: Вооружённые силы Сингапура располагают 12 машинами данного типа.
- Испания: Вооружённые силы Испании имеют на вооружении 16 Büffel.
- Шри-Ланка: Вооружённые силы Шри-Ланки имеют на вооружение 31 машину этого типа.
- Чехия: Чешская республика получила 1 Bergepanzer 3 Büffel за предоставленную военную помощь Украине.
- Уганда: Народные силы обороны Уганды, имеют на вооружении 20 Bergepanzer 3.
- Украина: Украинская армия получила от Германии 2 Bergepanzer 3 Büffel в конце марта 2023 года, чтобы иметь возможность эвакуировать с поля боя отданные Leopard 2A6
- Венгрия: В 2020 году Венгрия заказала 9 машин в дополнение к 218 бронетранспортёрам Lynx. По состоянию на 2023 год один из заказанных «Буйволов», применяется в армии. Компания Rheinmetall Landsystemes поставила в Южную Корею 150 комплектов для сборки машины похожей на Bergepanzer 3, где они были установлены в БРЭМ K1 ARV. Вооруженные силы Объединенных Арабских Эмиратов получили 46 комплектов, а Франция — 22 комплекта для оснащения БРЭМ DCL (БРЭМ на базе танка Leclerc).